# Albertus-Magnus-Gymnasium St. Ingbert
Das Albertus-Magnus-Gymnasium (AMG) ist eine katholische Privatschule in St. Ingbert (Saarland). Sie ist in der Trägerschaft der Gemeinnützigen St. Dominikus Schulen GmbH.

## Geschichte
1852 wurde die Schwesterngemeinschaft der Armen Schulschwestern vom Heiligen Dominikus durch Bischof Nikolaus von Weis (seit 1972 Institut St. Dominikus) in Speyer gegründet. Am 19. November 1891 eröffneten die Armen Schulschwestern mit zwölf Schülerinnen eine Privatschule. Im Jahre 1901 konnte die Privatschule zu einer vierklassigen „Höheren Töchterschule“ ausgebaut werden. 1917 wurde das Lyzeum „Auf der Meß“ zu einer sechsklassigen Schule ausgebaut. 1944 legte der erste Abiturjahrgang seine Prüfung in der achtjährigen Vollanstalt ab – damals als städtische Schule in der nationalsozialistischen Zeit. Am 1. April 1946 erhielten die Schwestern ihre Schule rückwirkend ab 1. Oktober 1945 als Vollanstalt zurück. Bis zum Schuljahr 1989 leitete eine Schulschwester die Schule. Die Ordensgemeinschaft gründete zum 31. März 2003 die gemeinnützige St. Dominikus Schulen GmbH unter dem Dach der St. Dominikus Stiftung, die das Engagement der Schwestern weiterführt.
Zum hundertjährigen Bestehen der Schule wurde die Festschrift „100 Jahre Albertus Magnus Gymnasium St. Ingbert, private Schule auf der Mess“ mit 168 Seiten von Georg A. Stief. St. Ingbert herausgegeben.

## Partnerschaften
Das Albertus-Magnus-Gymnasium arbeitet mit der benachbarten Albertus-Magnus-Realschule zusammen.
Zudem gibt es eine gemeinsame Oberstufe mit dem Leibniz-Gymnasium, um den Schülern beider Schulen ein vielfältigeres Kursangebot bereitzustellen.